# Emmy Hennings
Pour les articles homonymes, voir Hennings.
Emmy Hennings, née Emma Maria Cordsen le 17 janvier 1885 à Flensbourg et morte à Sorengo, canton du Tessin, Suisse, le 10 août 1948, est une artiste allemande du mouvement dada, danseuse, poétesse et écrivaine.

## Biographie
Elle naît au sein d'une famille modeste dans une petite ville du nord de l'Allemagne, se décrivant elle-même comme « fille de marin »,.
En 1913, à 28 ans, Emmy Hennings s’installe à Munich où elle rencontre des poètes expressionnistes ainsi que des dramaturges ou romanciers qui ont popularisé le quartier bohémien de la ville. Elle fréquente le café Simplizissimus en interprétant des chansons de cabaret populaire et ses propres poèmes. Elle y rencontre Hugo Ball et participera, à Zurich, en février 1916, à la création de Dada. 
En novembre 1914, ils sont à Berlin. Emmy Hennings chante et pose comme modèle pour les artistes peintres. Hugo Ball publie dans le Die Freie Zeitung (de) une série d’articles offensifs sur la « critique de l’intelligence allemande ». Ils quittent Berlin pour Zurich en mai 1915 où ils trouvent un emploi avec une troupe de vaudeville appelée « Cabaret Pantagruel ».
Le 8 février 1916, Emmy Hennings participe à la création du mouvement Dada au Cabaret Voltaire avec les poètes Hugo Ball, Tristan Tzara, les peintres Jean Arp, Marcel Janco, Sophie Taeuber et une page de dictionnaire prise au hasard. Le Cabaret Voltaire, à Zurich, est une petite taverne de la Spiegelstrasse transformée en café littéraire et artistique dont les murs sont couverts de tableaux créant une ambiance à la fois intime et oppressante.
Hugo Ball : « Janco a fait un certain nombre de masques […] conçus pour être vus à distance, font un effet incroyable. […] Non seulement le masque réclamait aussitôt le costume, mais il imposait également des gestes précis, pathétiques, qui frôlaient la démence. Sans que nous eussions pu nous en douter […], nous fûmes en train de nous mouvoir comme dans un ballet bizarre, drapés et ornés d'objets invraisemblables, renchérissant l'un l'autre par nos idées. ». 
Le visage poudré de blanc, Emmy Hennings y chante toujours des chansons populaires et ses propres poèmes d'une manière stridente. Les thèmes de ses poèmes sont la solitude, la captivité, la maladie et la mort. 
L'année suivante, avec Hugo Ball, elle quitte le mouvement Dada pour le village d’Agnuzzo, en Suisse. Ils se convertissent au catholicisme et mènent une vie ascétique. Là, Emmy Hennings entreprend la rédaction de ses romans, à caractère autobiographique.
En 1919, elle publie Prison, dont Herman Hesse écrit qu'il est « l'un des livres les plus vrais et les plus émouvants de notre temps, un miracle de livre ». Puis elle fait paraître La flétrissure, livre dans lequel elle revient sur son expérience de la prostitution et raconte son retour au catholicisme.
Elle meurt en 1948, dans la misère, complètement oubliée.